# Svolta di Salerno

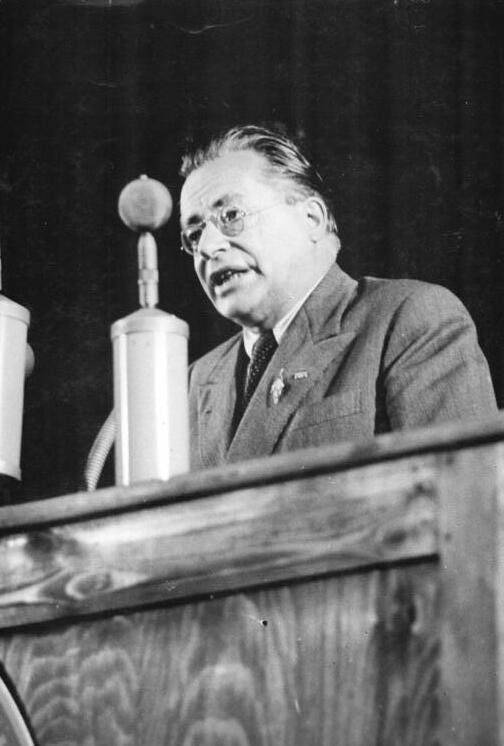
Ritratto di Palmiro Togliatti

La "svolta di Salerno" è un'espressione utilizzata dalla storiografia italiana per indicare un'iniziativa, promossa da Palmiro Togliatti nell'aprile del 1944 su impulso dell'Unione Sovietica, finalizzata a trovare un compromesso tra partiti antifascisti, monarchia e Badoglio, che consentisse la formazione di un governo di unità nazionale al quale partecipassero i rappresentanti di tutte le forze politiche presenti nel Comitato di Liberazione Nazionale, accantonando quindi temporaneamente la questione istituzionale (ovvero quale forma politico-istituzionale dare al paese, rimandando la sua definizione alla conclusione della guerra). 
L'iniziativa si concluse con l'accettazione di una mediazione di Enrico De Nicola concernente il trasferimento di tutte le funzioni ad Umberto di Savoia, quale Luogotenente del Regno e l'indizione di una consultazione elettorale per un'Assemblea Costituente e la scelta della forma dello Stato solo al termine della guerra. Nel secondo dopoguerra la svolta di Salerno creerà non pochi problemi alla tesi unitarista del Fronte popolare. Alcuni tra i socialisti massimalisti del PSI rinfacciavano infatti a Togliatti ed al PCI di essere venuti a patti con la monarchia e con il potere democratico.

## Contesto e analisi storica
Dopo l'armistizio di Cassibile, gli anglo-americani avevano creato una Commissione alleata di controllo per governare l'Italia, ma i rappresentanti dell'Unione Sovietica facevano soltanto parte di un Comitato consultivo affiancato alla Commissione.
Il rappresentante dell'URSS nel comitato era il diplomatico Vyšinskij, noto per i processi di Mosca, mentre la politica estera del governo Badoglio, in assenza del ministro Raffaele Guariglia, rimasto nella Roma occupata dai tedeschi, era sostanzialmente condotta dal Segretario generale del ministero degli esteri Renato Prunas. Grazie all'azione decisiva del suo stretto collaboratore Raimondo Manzini, Prunas nel gennaio del 1944 riuscì ad avere due colloqui con Vyšinskij, il primo a Napoli e il secondo a Salerno. A seguito di tali trattative - in cui Prunas dichiarò che da parte del governo italiano non vi era «alcuna obiezione o difficoltà» a consentire il rimpatrio del segretario comunista Palmiro Togliatti - il 14 marzo 1944 ebbero inizio le relazioni diplomatiche tra l'Italia e l'Unione Sovietica. Si tratta della tesi sostenuta prima dallo storico Maurizio Serra nel 2005 e quindi ripresa nel libro "l'Alleato Stalin" di Clementi del 2011 (che si avvale di riscontri fatti negli archivi ex sovietici), per la quale l'iniziativa della cosiddetta "svolta" sarebbe partita dal governo badogliano e sostenuta dall'Urss dopo una serie di consultazioni, tra le quali quella di Togliatti con il vertice sovietico a Mosca il 3 marzo 1944 appare come la meno importante dal punto di vista strategico.
Dopo il primo colloquio con Vyšinskij, in merito alla collaborazione con l'URSS Prunas rilevò:

## I colloqui tra Stalin e Togliatti
Stando a quanto riportato nel diario rinvenuto alcuni anni fa negli archivi russi, del bulgaro Georgi Dimitrov, già segretario generale dell'allora disciolto Comintern, la notte del 3 marzo 1944 si svolse a Mosca un incontro tra Stalin e Togliatti, alla presenza di Molotov e Vyšinskij. Secondo quanto riferito da Molotov a Dimitrov, Stalin avrebbe dato disposizioni a Togliatti di rientrare in Italia e non esigere l'immediata abdicazione del re, suggerendo ai comunisti italiani di entrare nel governo Badoglio. Il 5 marzo successivo fu lo stesso Togliatti a informare Dimitrov della conversazione con Stalin, giustificando l'ingresso dei comunisti nel governo italiano con la necessità di rafforzare politicamente la guerra contro i tedeschi e realizzazione dell'unità del popolo italiano contro il progetto inglese di un'Italia debole nel Mar Mediterraneo. Il 27 marzo, Togliatti, dopo esser transitato per Il Cairo ed Algeri, sbarcò a Napoli.

## La mediazione di Enrico De Nicola
La posizione di Togliatti di accantonamento del problema istituzionale trovò inizialmente contrari il PSIUP di Nenni e di Basso e il Partito d'Azione di La Malfa e Valiani; inoltre, la monarchia aveva già respinto una mediazione di Carlo Sforza, concernente l'abdicazione di Vittorio Emanuele III d'Italia in favore del nipote infante che sarebbe dovuto salire al trono con il nome di Vittorio Emanuele IV, e la reggenza del Maresciallo Badoglio. L'impasse fu superata con l'accettazione di una proposta di Enrico De Nicola - che fu presentata anche a firma di Sforza e di Benedetto Croce - consistente nel formale mantenimento della titolarità del trono da parte di Vittorio Emanuele III, ma con il trasferimento di tutte le funzioni al figlio Umberto, quale Luogotenente del Regno. Tale trasferimento si concretizzò con l'ingresso degli alleati nella Roma liberata. L'accordo prevedeva anche che, al termine della guerra, fosse indetta una consultazione fra tutta la popolazione per eleggere un'Assemblea Costituente e scegliere la forma dello Stato.
Il primo governo politico post-fascista (governo Badoglio II), con la partecipazione dei sei partiti del Comitato di Liberazione Nazionale, PCI compreso, si formò a Salerno, il 22 aprile 1944. Salerno rimase sede dell'esecutivo fino alla liberazione di Roma, il 4 giugno 1944.

## Le reazioni
Ivanoe Bonomi, presidente del CLN centrale dimessosi il 24 marzo 1944 a causa di contrasti tra i partiti di sinistra e quelli di destra, il 7 aprile annotò sul suo diario:
Il giorno successivo, Bonomi riporta le «doglianze e le critiche» che la svolta provocò nel mondo politico, paragonandole a quelle «che hanno formato la sostanza dei nostri dibattiti e che mi hanno costretto, due settimane fa, a dare le dimissioni dalla presidenza del Comitato di Liberazione. Se durante quei dibattiti io avessi proposto ciò che Togliatti ha fatto accettare [...] io sarei stato cacciato dal mio posto. Proprio vero che in politica i fatti sono quelli che si incaricano di far giustizia delle passioni del momento».
La svolta sorprese l'area degli antifascisti cattolici, che la accolse in modo molto positivo. Il giornalista Carlo Trabucco scrisse nel suo diario alla data dell'11 aprile: